# 宁佑庙
宁佑庙，又称安佑庙，位于北京市大兴区瀛海镇忠兴庄，是南苑的土地庙。

## 简介
宁佑庙位于大兴区忠兴庄变电所院内，晾鹰台以北3公里处。《日下旧闻考》卷七十五《国朝苑囿南苑二》记载：
宁佑庙，山门三楹，大殿三楹，后殿五楹，东西御书房各三楹。（《南苑册》）臣等谨按：宁佑庙在晾鹰台北六里许，雍正八年建，大殿奉南苑安禧司土神像，恭悬世宗御题额曰：“薫风布泽”，皇上御题额曰：“福疆蕃育”。山门内碑亭一，恭勒御制海子行诗，诗载前卷。

乾隆四十一年御制宁佑庙瞻礼诗：海子居中地，灵祠奉祀虔。（是庙建于雍正己酉年，祀海子土地之神。）来瞻仲春月，建置卅余年。松已龙鳞作，碑新虬篆镌。（寺前碑亭刻辛卯海子行，详叙南苑颠末。）安舆频奉豫，益寿祝绵绵。
其中提到的《御制海子行》，见《日下旧闻考》卷七十四《国朝苑囿南苑一》：

乾隆三十六年御制海子行：元明以来，南海子周环一百六十里，元明诸家记载并称海子周围一百六十里，今缭垣故址划然实按之，不过百二十里耳。七十二泉非信征，日下旧闻称，有水泉七十二处，近经细勘，则团河之泉可指数者九十有四，一畆泉亦有二十三泉，较旧数殆嬴其半。稗野无征，大率类是。五海至今诚有此旧称，三海今实有五海子，但第四第五夏秋方有水，冬春则涸耳。诸水实为鳯河源，藉以荡浑防运。穿海子内泉源所聚，曰一亩泉，曰团河，而潴水则有五海子。考一亩泉在新衙门之北，曲折东南，流经旧衙门南，至二闸。凉水河自海子外西北来，入苑汇之，其水发源右安门外之水头庄，东流折而南入海子北墙，至此又南流。五海子之减水自西南注之，乂东南流出海子东墙，过马驹桥至张家湾入运。团河在黄村门内，导而东南，流径晾鹰台，南过南红门。五海子之水自北注之，又东流出海子东南，是为鳯河，东流历东安、武清境至天津之双口，与永定河会，浑水藉此荡漾，乃成清流，又东至韩家树入大清河，又东至西沽入运，虽五海子之水与凉水河、团河时相灌轮，而二河正流仍各判别，若玉泉则由昆明湖逹于长河，穿禁城出东南流为通惠河，至通州入运，并不经行海子，与一亩泉、团河渺不相渉。综而论之，通惠河源在北，入运最近；凉水河源居中，入运次近；鳯河源在南，入运最远。源委秩然不紊。前代著述家未加稽考，率以玉泉牵附海子，支离可笑，因详订之。岁久淤阏事疏治，无非本计廑黎元。蒲苇戟戟水漠漠，凫雁光辉鱼蟹乐。亦弗恒来施矰缴，徒说前朝飞放泊。迤南有台高丈余，晾鹰犹踵前明呼。其颠方广不十丈，元院何以容仁虞。（吴伟业《梅村集》云，晾鹰台，元之仁虞院也。今台基宛然尚存，其颠不及十丈，势不可以建院。即云台或傅院，而旁近皆旷地，杳无院址可征，髣髴其谬不待辨矣。）二十四园冺遗迹，（伟业又言明置二十四园，明时较元更近，岂有二十四处澌灭无存若此，且不能一举其名耶？）耕地牧场较若画，是何有于国用资。裕陵诏谕量斯窄，所存新旧两衙门。中官尔日体制尊，一总督更四提督。（见明朝宫史，有如是夫势焰熏内虚外，怨祸来乍。）大军曾此经南下，（我朝太宗文皇帝时，六师既围燕京，分兵南下，道经海子，如入无人之境。旧传曾于此中射黄羊鹿兔。）阉逃不知何所之。纵横路便黄羊射，胜朝庑殿但存名。（在新旧两衙门之间，相距各十余里。）颓坦落桷理榛荆，葺为驷廐飞龙牧。时得良骑出骏英，沿其成例海户守。刍荛徃焉雉兔否，设概听之将无禽。（苑中鸟兽，皆驯豢之物，岂能任游手弋猎，竟无典守。向以子舆氏文囿之喻，不免过情，设果听民尽取，久之将无雉兔，所为尽信书不如无书。曾有诗纪及此，然虽有禁制，亦岂如孟子所云杀麋鹿者如杀人之罪乎，如杀人罪则何有少时习猎，岁岁来猎。余亦复摅吟裁五十年，忽若一瞥，电光石火诚迅哉。）即看平原双桞树，叠为宾主凡几度。（苑中有双桞，其一先萎，补植之，拱把矣。其一复继焉，萎补相踵，抚而增怀，缘起并悉。昔所为赋。）世间万事付不知，风摆长条祗如故。
宁佑庙现存汉白玉石碑一座。该碑通高4.92米，碑身高3.60米，碑首刻有四龙盘顶。该碑阳面（南面）碑额刻有篆书“御制”二字，碑身阳面四周阴刻有菱形的花边，碑文为乾隆三十六年（1771年）《御制海子行》。碑阴刻有乾隆四十一年（1776年）《御制宁佑庙瞻礼诗》。该碑现为大兴区重点文物保护单位。